# Bulc
Bulc je priimek v Sloveniji, ki ga je po podatkih Statističnega urada Republike Slovenije na dan 1. januarja 2010 uporabljalo 68 oseb in je med vsemi priimki po pogostosti uporabe uvrščen na 5.991. mesto.

## Znani nosilci priimka
- Barbara Bulc, višja svetovalka v Fundaciji Billa Clintona
- Drago Bulc (*1948), turistični novinar
- Franjo Bulc (1901 - ?), organizator
- Gregor Bulc (*1974), komunikolog, kulturolog/muzikolog?
- Jaka Bulc, fotograf
- Maja Bulc, manekenka
- Marko Bulc (1926 - 2019), kemik, gopodarstvenik in politik
- Mare Bulc (*1974), gledališki režiser
- Mateja Bulc (*1951), zdravnica
- Nada Bulc (*1933), kemičarka
- Nataša Bulc, zdravstvena delavka?
- Tatjana Balažic Bulc (*1972), jezikoslovka srbokroatistka
- Tjaša Griessler Bulc, ekologinja, strokovnjakinja za čiščenje voda
- Violeta Bulc (*1964), informatičarka, publicistka, političarka (evropska komisarka)